# Валієв Адош Кокозович
Адош Кокозович Валієв (нар. 1 січня 1932, Базирхана) — передовик виробництва в області виноградарства.

## Біографія
Народився 1 січня 1932 року в селі Базирхані Аспіндзійського району Грузинської РСР. Турок-месхетінець. Був депортований разом зі своїм народом в 1944 році в Середню Азію і прибув в село Капланбек Сариагаського району Казахської РСР. Розпочав трудову діяльність робітником у 1951 році. Член КПРС з 1960 року. З 1960 року бригадир виноградарської бригади плідвинрадгоспу «Капланбек». Бригада, керована Валієвим, домоглася високих виробничих показників. Середня врожайність за 1976-1980 роки була більше 200 ц/га. На площі виноградника 6,5 га, розташованому в заплаві річки Келес, врожайність винограду сорту Баян Ширей протягом багатьох років становила 410—560 ц/га.

## Відзнаки
- Нагороджений орденом Жовтневої Революції (1971) і орденом Трудового Червоного Прапора (1973);
- Лауреат Державної премії СРСР (1979).